# Галянт Гнат Макарович
Гнат Макарович Галянт (Галянд) (25 травня 1904, село Терешки, тепер Звенигородського району Черкаської області — ?) — радянський діяч, директор Північно-Донецької ТЕЦ, секретар Ворошиловградського обласного комітету КП(б)У із електропромисловості.

## Життєпис
З жовтня 1926 року служив у Червоній армії.
Член ВКП(б).
Перебував на відповідальній інженерній та партійній роботі.
До травня 1941 року — партійний організатор (парторг) ЦК ВКП(б) Північно-Донецької ГРЕС «Доненерго».
17 травня 1941 — 1942 року — секретар Ворошиловградського обласного комітету КП(б)У із електропромисловості.
Під час німецько-радянської війни з 1942 року був парторгом ЦК ВКП(б) на будівництві (відновленні) Сталіногорської ГРЕС. На 1943 рік — парторг ЦК ВКП(б) Сталіногорської ГРЕС Московської області.
У 1945 (затверджений у вересні 1945) — вересні 1946 року — заступник секретаря Ворошиловградського обласного комітету КП(б)У із електростанцій та електропромисловості — завідувач відділу електростанцій та електропромисловості Ворошиловградського обласного комітету КП(б)У.
З кінця 1950 по 1953 рік — директор Північно-Донецької ТЕЦ Ворошиловградської області.
Подальша доля невідома.

## Звання
- політрук
- старший технік-лейтенант